# پوسیولوک ایمنی ۸ مارتا
پوسیولوک ایمنی ۸ مارتا (به لاتین: Posyolok imeni 8 Marta) یک منطقهٔ مسکونی در روسیه است که در سرزمین آلتای واقع شده‌است.